# Aukštojas

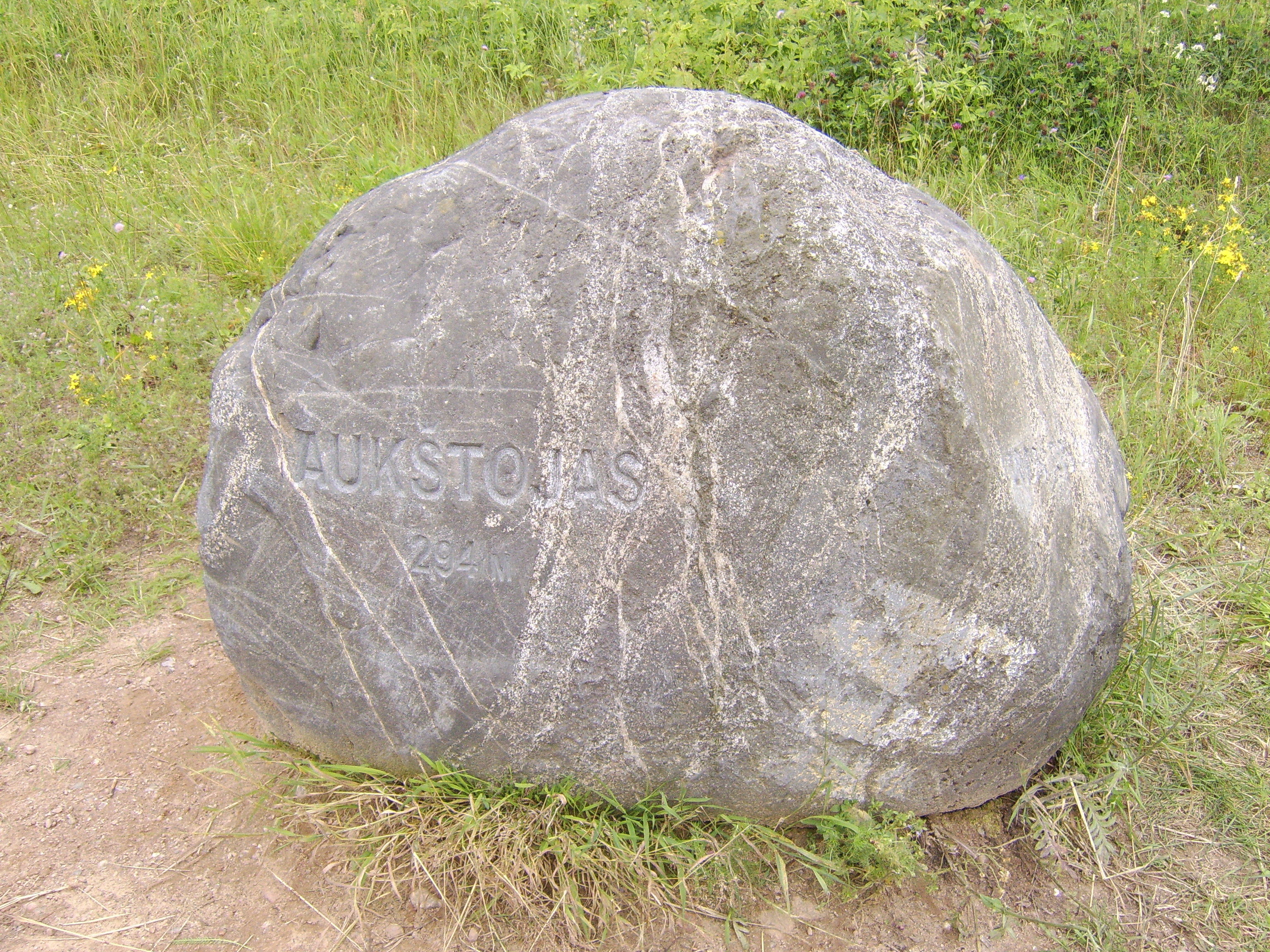
Vrcholový kámen na Aukštojasu.

Aukštojas je s 294 m n. m. nejvyšší kopec v Litvě. Nachází se 24 km jihovýchodně od Vilniusu v blízkosti obce Medininkai, v polesí Migūnai, 3,5 km od hranice s Běloruskem ve Vilniuském kraji. Na vrchol vede polní cesta. Na vrcholu se nachází vrcholový kámen, rozhledna, stůl s lavicemi a geodetický bod.

## Měření výšky
V roce 2004 specialisté z Ústavu Geodézie při Gediminasově Technické Univerzitě ve Vilniusu naměřili pomocí GPS výšku 293,84 m n. m. Zatímco výška 500 m vzdáleného Juozapinės kalnas, do té doby považovaného za nejvyšší bod Litvy, byla změřena 292,7 m n. m. Bylo tak potvrzeno oprávněné podezření prozíravého litevského geografa Rimanta Krupicka z roku 1985, že Juozapinės kalnas není nejvyšším bodem Litvy.

## Jméno
Jméno pro dosud bezejmenné návrší bylo vybíráno ve veřejné soutěži a zvítězil návrh Liberta Klimky, profesora historie na Pedagogické univerzitě ve Vilniusu. Aukštėjas (Aukštojas, Aukštujis) byl jedním z nejdůležitějších bohů v litevské pohanské mytologii, byl považován za tvůrce světa. Kopec byl 'pokřtěn' 20. června 2005 během neoficiálního obřadu. Úředně byl tento název schválen Radou Vilniuského kraje 18. listopadu 2005. Státní komise pro litevštinu název schválila 20. května 2006.